# گرامبین
گرامبین (به آلمانی: Grambin) یک شهر در آلمان است که در فرپومرن-گرایفسوالد واقع شده‌است. گرامبین ۴۱۵ نفر جمعیت دارد.